# Olympische Sommerspiele 1964/Teilnehmer (Belgien)
| Gelbes Symbol für Goldmedaillen mit stilisierten Olympischen Ringen | Graues Symbol für Silbermedaillen mit stilisierten Olympischen Ringen | Braundes Symbol für Bronzemedaillen mit stilisierten Olympischen Ringen |
| ------------------------------------------------------------------- | --------------------------------------------------------------------- | ----------------------------------------------------------------------- |
| 2                                                                   | —                                                                     | 1                                                                       |

Belgien nahm an den Olympischen Sommerspielen 1964 in Tokio mit einer Delegation von 61 Athleten (60 Männer und eine Frau) an 36 Wettkämpfen in dreizehn Sportarten teil. Es gelangen zwei Medaillenerfolge im Radsport und einer in der Leichtathletik.

## Teilnehmer nach Sportarten

### Fechten
Männer
- Yves Brasseur
- René Van Den Driessche

### Gewichtheben
Männer
- Serge Reding

### Hockey
Männer
- Gruppenphase
- Michel Berger
- Yves Bernaert
- Jean-Marie Buisset
- Jean-Louis le Clerc
- Franz Lorette
- Guy Miserque
- Daniel Moussiaux
- André Muschs
- Michel Muschs
- Claude Ravinet
- Jacques Rémy
- Freddy Rens
- Jean-Louis Roersch
- Eric Van Beuren
- Jacques Vanderstappen
- Guy Verhoeven

### Kanu
Männer
- René Roels
- Rik Verbrugghe

### Leichtathletik
Männer
- Eugène Allonsius
- Henri Clerckx
- Paul Coppejans
- Wilfried Geeroms
- Jos Lambrechts
- Leo Mariën
- Jacques Pennewaert
- Paul Roekaerts
- Gaston Roelants
Gold  3000 m Hindernis
- Aurèle Vandendriessche

### Radsport
Männer
- Jos Boons
- Roland De Neve
- Walter Godefroot
Bronze  Straßenrennen Einzel
- Leopold Heuvelmans
- Eddy Merckx
- Patrick Sercu
Gold  1000 m Zeitfahren
- Roger Swerts
- Roland Van De Rijse
- Herman Van Loo
- Albert Van Vlierberghe

### Ringen
Männer
- Jef Mewis
- Maurice Mewis
- Albert Michiels

### Rudern
Männer
- Michel De Meulemeester
- Gérard Higny

### Schießen
- Frans Lafortune

### Schwimmen
Männer
- François Simons
- Herman Verbauwen

### Segeln
- André Nelis

### Turnen
Frauen
- Veronica Grymonprez

### Wasserball
Männer
- 7. Platz
- Jacques Caufrier
- Frank D’Osterlinck
- Bruno De Hesselle
- Karel De Vis
- Roger De Wilde
- Nicolas Dumont
- André Laurent
- Léon Pickers
- Joseph Stappers
- Johan Van Den Steen